# Siervas de Santa Teresa del Niño Jesús
La Congregación de Siervas de Santa Teresa del Niño Jesús (oficialmente en italiano: Congregazione delle Ancelle di Santa Teresa del Bambino Gesù) es una congregación religiosa católica femenina de derecho pontificio, fundada por los religiosos italianos Nicola Cerbone y Chiara Oristano, en Cuccaro Vetere, en 1933. A las religiosas de este instituto se les conoce como Siervas de Santa Teresa del Niño Jesús y posponen a sus nombres las siglas A.S.T

## Historia
La congregación fue fundada por Nicola Cerbona y Chiara Oristano en la localidad de Cuccaro Vetere (Provincia de Salerno-Italia), con el fin de educar a los jóvenes que no habían tenido la oportunidad de asistir a la escuela, fundaron institutos de enseñanza y asilos para los jóvenes que no tenían donde vivir y elaboraron un plan de catequesis parroquial. Estando en vida los fundadores el instituto fundó más de 25 comunidades. Chiera Oristano fue elegida superiora general hasta el día de su muerte. El 11 de febrero de 1952 el instituto recibió la aprobación diocesana. La Santa Sede lo aprobó como congregación religiosa de derecho pontificio el 1 de octubre de 1988, durante el pontificado de Juan Pablo II.

## Organización
La Congregación de Siervas de Santa Teresa del Niño Jesús es un instituto religioso centralizado, cuyo gobierno es ejercido por una superiora general a la que sus miembros llaman Madre. En el gobierno, la Madre general es coadyuvada por su consejo, elegido para un periodo de seis años. La sede central se encuentra en Vallo della Lucania (Salerno).
Las siervas de Santa Teresa se dedican a la educación e instrucción cristiana de la juventud, por medio de la escuela, los asilos para jóvenes y la catequesis. Su espiritualidad se basa en el camino de la infancia espiritual de santa Teresa del Niño Jesús, a quien tienen como patrona del instituto.
La Congregación hace parte de la Familia carmelita y en 2015, contaban con unas 113 religiosas y 27 comunidades, presentes en Italia, Polonia y Ucrania.